# Julus furcifer
Julus furcifer är en mångfotingart som beskrevs av Harger 1872. Julus furcifer ingår i släktet Julus och familjen kejsardubbelfotingar. Inga underarter finns listade i Catalogue of Life.